# 靈動：鬼影實錄
《靈動：鬼影實錄》（英語：Paranormal Activity）是2007年美國恐怖偽紀錄式電影，《鬼入鏡系列》的第一集，由影壇新銳導演歐倫·佩利以15,000元美金的超低成本完成拍攝。此外，電影並於2007年10月14日年在Screamfest Horror Film Festival首映，原只是十多間戲院上映的小本電影，口碑甚佳，票房累積已破全美四億美金。在Steven Schneider建議下，導演把結局進行了修改，結局總共有三個。於2009年全美國及2010年全球正式上映。

## 概述
本片是導演奧倫·佩利的處女作，本片一開始並沒有進入院線放映，而是直接製作成了DVD。影片在DVD市場上非常火紅暢銷，因Steven Schneider的出手協助，影片才得以在院線上映。在Steven Schneider的建議下，導演奧倫·佩利把原版的結尾進行了修改。
本片在著名的恐怖電影的電影節——尖叫電影節（Screamfest）上獲得了榮譽獎。本片完全使用手提式家用DV拍攝而成。而且後期剪輯也是在普通的家用電腦平臺上完成的。影片的製作成本只有1.1萬美元。攝製時間只有1周。最初只在10間影院播放，後來增加至六百二十多間，票房可觀，利潤是7,100倍。
影片的攝影棚就是導演佩利的家。為了拍攝這部影片，佩利特意把自己家重新粉刷了一遍。佩利面試了幾百個演員才找到了合適的男女主角。影片並沒有成型的劇本，所有的臺詞都是現場創作的。
本片原計劃于2008年初就投入DVD市場，但是因為製作方和發行方沒有談妥發行事宜，事宜發行的事情便一再拖延。奧倫·佩利一氣之下，自己幹起了發行的買賣。他成功地把電影的版權賣到了世界上的52個國家。
本片創作意念是來自奧倫·佩利的女友，也是本片監製之一。她與奧倫·佩利搬到南美洲一處地方居住，期間女友經常說聽到有怪聲，並憶述自己小時惹鬼經驗。這件事啟發了奧倫·佩利撰寫一個惹鬼女友、恐怖大屋故事。

## 續集
本電影續集《午夜來嚇》於2010年10月22日在美國上映，本片由不同演員和班底拍成。日方則購買了開拍獨自電影續集之版權，拍成《靈動2：東京實錄》，於2010年11月20日在日本上映，本片導演為長江俊和，主要演員為中村蒼及青山倫子。
而於2011年則上映了其前傳—鬼入鏡3。

## 外部連結
- 互联网电影数据库（IMDb）上《靈動：鬼影實錄》的资料（英文）
- Box Office Mojo上《靈動：鬼影實錄》的資料（英文）
- 爛番茄上《Paranormal Activity》的資料（英文）